# Unió Panpopular Russa
La Unió Panpopular de Rússia (en rus: Российский общенародный союз, ROS) és un partit polític nacionalista rus, format a l'octubre de 1991. Al 2001 es va fusionar amb el partit Unió Popular, però al 2008 es va reorganitzar quan aquest partit es va dissoldre. El seu líder és Serguei Baburin.

## Història
L'organització va ser fundada el 26 d'octubre de 1991 impulsat pel grup parlamentari "Rússia" del Congrés dels Diputats del Poble de Rússia. Al seu primer Congrés hi van assistir 628 delegats en representació de 23 organitzacions regionals del moviment. Entre els participants al congrés hi havia 117 diputats populars de tots els nivells, 98 delegats de repúbliques, territoris i regions. En el mateix, es va aprovar el manifest fundacional, el programa "Per a l'economia del pragmatisme i la justícia", i es va escollir Baburin com a líder del partit. La ROS mantenia connexions amb els ultranacionalistes i monàrquics russos tradicionals i van promoure polítiques paneslaves.
La ROS va participar en les eleccions legislatives de 1995 dins del bloc Poder per la Gent!, dirigit per Baburin i Nikolái Ryzhkov. Va guanyar el 1.6% dels vots i malgrat no superar la barrera del 5%, el Partit va obtenir diversos escons d'un sol mandat, agrupant-se en el bloc Poder Popular de la Duma Estatal. Al 1999 van presentar una llista independent que va obtenir de nou un parell de diputats d'un sol mandat.
Al XI Congrés del Partit (2001) van qualificar de màxima prioritat la creació d'un partit polític únic que unís organitzacions d'orientació patriòtica, socialdemòcrata i socialista. Així, al mateix any, la ROS es va unir a uns altres tres partits nacionalistes per a formar la Unió Popular. Al 2008, però, la formació es va refundar quan aquesta es va dissoldre.
El 22 de desembre de 2017, el partit va nominar a Serguei Baburin com a candidat presidencial per a les eleccions presidencials russes de 2018. Baburin va obtenir en aquests comicis un 0,65% dels vots. Alhora, han intentar presentar-se en nombroses convocatòries regionals com a la vuitena legislatura de la Duma estatal, sent refusats en el registre electoral. Així, al 2021 van donar suport a la formació ultradretana Rodina per a la Duma Estatal.

## Resultats electorals

### Eleccions presidencials
| Any  | Candidat                   | 1a volta          | 1a volta          | 2a volta          | 2a volta          | Resultat          |
| Any  | Candidat                   | Vots              | %                 | Vots              | %                 | Resultat          |
| ---- | -------------------------- | ----------------- | ----------------- | ----------------- | ----------------- | ----------------- |
| 1996 | Suport a Guennadi Ziugànov | 24,211,686        | 32,03 / 100       | 30,102,288        | 40,31 / 100       | Derrota           |
| 2000 | Suport a Vladimir Putin    | 39,740,434        | 52,94 / 100       |                   |                   | Electe            |
| 2004 | Suport a Sergey Glazyev    | 2,850,063         | 4,1 / 100         |                   |                   | Derrota           |
| 2008 | No van participar          | No van participar | No van participar | No van participar | No van participar | No van participar |
| 2012 | No van participar          | No van participar | No van participar | No van participar | No van participar | No van participar |
| 2018 | Sergey Baburin             | 479,013           | 0,65 / 100        |                   |                   | Derrota           |
| 2024 | Suport a Vladimir Putin    | 76,277,708        | 88,48 / 100       |                   |                   | Electe            |

### Eleccions legislatives
| Any  | Líder          | Resultats                                                  | Resultats                                                  | Resultats                                                  | Resultats                                                  | Resultats                                                  | Pos.                                                       | Govern            |
| Any  | Líder          | Vots                                                       | %                                                          | ± pp                                                       | Escons                                                     | +/–                                                        | Pos.                                                       | Govern            |
| ---- | -------------- | ---------------------------------------------------------- | ---------------------------------------------------------- | ---------------------------------------------------------- | ---------------------------------------------------------- | ---------------------------------------------------------- | ---------------------------------------------------------- | ----------------- |
| 1995 | Sergey Baburin | 1,112,873                                                  | 1.61                                                       | Nou                                                        | 9 / 450                                                    | Nou                                                        | 13è                                                        | Oposició          |
| 1999 | Sergey Baburin | 245,266                                                    | 0.37                                                       | 1.24                                                       | 2 / 450                                                    | 7                                                          | 18è                                                        | Oposició          |
| 2003 | Sergey Baburin | Dins de Rodina                                             | Dins de Rodina                                             | Nou                                                        | 38 / 450                                                   | 36                                                         | 4t                                                         | Oposició          |
| 2007 | Sergey Baburin | No s'admet la candidatura d'Unió Popular; recolzen al PCFR | No s'admet la candidatura d'Unió Popular; recolzen al PCFR | No s'admet la candidatura d'Unió Popular; recolzen al PCFR | No s'admet la candidatura d'Unió Popular; recolzen al PCFR | No s'admet la candidatura d'Unió Popular; recolzen al PCFR | No s'admet la candidatura d'Unió Popular; recolzen al PCFR | Extraparlamentari |
| 2011 | Sergey Baburin | Unió Popular no hi participa; recolzen al LDPR             | Unió Popular no hi participa; recolzen al LDPR             | Unió Popular no hi participa; recolzen al LDPR             | Unió Popular no hi participa; recolzen al LDPR             | Unió Popular no hi participa; recolzen al LDPR             | Unió Popular no hi participa; recolzen al LDPR             | Extraparlamentari |
| 2016 | Sergey Baburin | No hi participen                                           | No hi participen                                           | No hi participen                                           | No hi participen                                           | No hi participen                                           | No hi participen                                           | Extraparlamentari |
| 2021 | Sergey Baburin | Recolzen a Rodina                                          | Recolzen a Rodina                                          | Recolzen a Rodina                                          | Recolzen a Rodina                                          | Recolzen a Rodina                                          | Recolzen a Rodina                                          | Extraparlamentari |